# Kim Kilsdonk
| Posities op de WTA-ranglijst Positie per einde seizoen: \| jaar \| rang enkelspel \| rang dubbelspel \| \| ---- \| -------------- \| --------------- \| \| 1997 \| 634 \| 318 \| \| 1998 \| 359 \| 370 \| \| 1999 \| 659 \| 737 \| \| \| \| \| \| 2002 \| 795 \| 404 \| \| 2003 \| 550 \| 204 \| \| 2004 \| – \| 175 \| \| 2005 \| – \| 187 \| \| 2006 \| – \| 233 \| \| 2007 \| – \| 236 \| \| 2008 \| – \| 478 \| \| 2009 \| – \| 298 \| \| 2010 \| – \| 839 \| \| 2011 \| – \| 318 \| \| 2012 \| – \| 431 \| \| 2013 \| – \| 908 \| |                |                 |
| jaar | rang enkelspel | rang dubbelspel |
| 1997 | 634            | 318             |
| 1998 | 359            | 370             |
| 1999 | 659            | 737             |
| |                |                 |
| 2002 | 795            | 404             |
| 2003 | 550            | 204             |
| 2004 | –              | 175             |
| 2005 | –              | 187             |
| 2006 | –              | 233             |
| 2007 | –              | 236             |
| 2008 | –              | 478             |
| 2009 | –              | 298             |
| 2010 | –              | 839             |
| 2011 | –              | 318             |
| 2012 | –              | 431             |
| 2013 | –              | 908             |

Kim Kilsdonk (Haarlem, 31 maart 1979) is een voormalig tennisspeelster uit Nederland. Kilsdonk begon met tennis toen zij zeven jaar oud was. Haar favoriete ondergrond is tapijt. Zij speelt linkshandig en heeft een tweehandige backhand. Zij was actief in het proftennis van 1997 tot en met 2013.

## Loopbaan

### Enkelspel
Kilsdonk debuteerde in 1997 op het ITF-toernooi van Bossonnens (Zwitserland). Zij stond in 1998 voor het eerst in een finale, op het ITF-toernooi van Asjkelon (Israël) – hier veroverde zij haar enige enkelspeltitel, door de Oekraïense Tetjana Perebyjnis te verslaan.
Er is geen deelname aan een WTA-hoofdtoernooi bekend.

### Dubbelspel
Kilsdonk behaalde in het dubbelspel betere resultaten dan in het enkelspel. Zij debuteerde in 1997 op het ITF-toernooi van Mallorca (Spanje), samen met landgenote Jolanda Mens. Zij stond later dat jaar voor het eerst in een finale, op het ITF-toernooi van Bossonnens (Zwitserland), weer samen met Jolanda Mens – hier veroverde zij haar eerste titel, door het Zwitserse duo Laura Bao en Caecilia Charbonnier te verslaan. In totaal won zij dertig ITF-titels, waarvan 22 met een Nederlandse partner (Jolanda Mens 4x, Elise Tamaëla 3x, Daniëlle Harmsen 6x, Marcella Koek 1x en Nicolette van Uitert 8x), de laatste keer in 2013 in Sharm-el-Sheikh (Egypte).
In 2003 kwalificeerde Kilsdonk zich voor het eerst voor een WTA-hoofdtoernooi, op het toernooi van Parijs, samen met Française Sophie Lefèvre. Haar beste resultaat op de WTA-toernooien is het bereiken van de halve finale, eenmaal in Luxemburg in 2004, samen met de Nieuw-Zeelandse Leanne Baker, en andermaal in Istanbul in 2005, met Noord-Ierse Claire Curran aan haar zijde.
Op de Nederlandse nationale kampioenschappen werd zij in 1999 kampioen in het gemengd dubbelspel, samen met Bas Wild, en in 2009 kampioen in het vrouwendubbelspel, met Daniëlle Harmsen aan haar zijde. Haar hoogste nationale ranglijstpositie is de vijfde plaats in het enkelspel en de eerste in het dubbelspel.
Haar hoogste notering op de WTA-ranglijst is de 144e plaats, die zij bereikte in augustus 2005.

### Na de professionele loopbaan
Sinds 2010 runt Kilsdonk een tennisschool in Haarlem, met dependances in Heiloo en Aerdenhout.

## Palmares

### Gewonnen ITF-toernooien enkelspel
| nr. | finale     | toernooi | ondergrond | tegenstandster in finale | score         |
| --- | ---------- | -------- | ---------- | ------------------------ | ------------- |
| 1.  | 1998-03-29 | Asjkelon | hardcourt  | Tetjana Perebyjnis       | 6-1, 3-6, 6-3 |

### Gewonnen ITF-toernooien dubbelspel
| nr. | finale     | toernooi            | ondergrond    | partner               | tegenstandsters in finale               | score            |
| --- | ---------- | ------------------- | ------------- | --------------------- | --------------------------------------- | ---------------- |
| 1.  | 1997-06-15 | Bossonnens          | gravel        | Jolanda Mens          | Laura Bao Caecilia Charbonnier          | 6-4, 6-2         |
| 2.  | 1997-06-22 | Klosters-Serneus    | gravel        | Jolanda Mens          | Elena Juricich Milagros Sequera         | 6-7, 6-4, 6-2    |
| 3.  | 1997-08-10 | Rebecq              | gravel        | Jolanda Mens          | Annica Lindstedt Annemarie Mikkers      | 6-3, 6-4         |
| 4.  | 1998-01-17 | Reykjavik           | tapijt (i)    | Jolanda Mens          | Olga Blahotová Gabriela Navrátilová     | 6-4, 5-7, 7-5    |
|     |            |                     |               |                       |                                         |                  |
| 5.  | 2002-06-30 | Alkmaar             | gravel        | Nicole Melch          | Jolanda Mens Sarah Stone                | 7-6, 6-2         |
| 6.  | 2002-11-10 | Manilla             | hardcourt     | Dianne Kenneth Matias | Dong Yanhua Zhang Yao                   | 4-6, 6-4, 6-4    |
| 7.  | 2003-02-02 | Belfort             | hardcourt (i) | Sophie Lefèvre        | Liu Nannan Xie Yanze                    | 6-3, 6-3         |
| 8.  | 2003-06-29 | Alkmaar             | gravel        | Leslie Butkiewicz     | Mariëlle Hoogland Jolanda Mens          | 6-1, 6-4         |
| 9.  | 2003-08-24 | Middelkerke         | gravel        | Leslie Butkiewicz     | İpek Şenoğlu Eveline Vanhyfte           | 6-4, 6-2         |
| 10. | 2003-09-28 | Glasgow             | hardcourt     | Nicole Kriz           | Leanne Baker Francesca Lubiani          | 7-5, 6-2         |
| 11. | 2004-02-15 | Sunderland          | hardcourt (i) | Claire Curran         | Helen Crook Martina Müller              | 6-4, 3-6, 6-3    |
| 12. | 2004-02-22 | Redbridge           | hardcourt (i) | Claire Curran         | Olga Blahotová Gabriela Navrátilová     | 6-3, 3-6, 7-6    |
| 13. | 2006-02-12 | Sunderland          | hardcourt     | Elise Tamaëla         | Surina de Beer Ayami Takase             | 7-5, 6-4         |
| 14. | 2007-02-10 | Tipton              | hardcourt (i) | Elise Tamaëla         | Ksenia Lykina Urszula Radwańska         | 6-3, 6-3         |
| 15. | 2007-07-20 | Zwevegem            | gravel        | Elise Tamaëla         | Magdalena Kiszczyńska Karolina Kosińska | 3-6, 6-4, 6-3    |
| 16. | 2008-07-13 | Brussel             | gravel        | Daniëlle Harmsen      | Volha Duko Ineke Mergaert               | 6-4, 5-3, opg.   |
| 17. | 2008-07-18 | Zwevegem            | gravel        | Daniëlle Harmsen      | Iveta Gerlová Tadeja Majerič            | 6-4, 6-2         |
| 18. | 2008-11-08 | Sunderland          | hardcourt (i) | Daniëlle Harmsen      | Katharina Brown Tara Moore              | 6-7, 6-4, [10-4] |
| 19. | 2008-11-16 | Jersey              | hardcourt (i) | Daniëlle Harmsen      | Tara Moore Elizabeth Thomas             | 7-6, 6-4         |
| 20. | 2009-03-15 | Dijon               | hardcourt     | Daniëlle Harmsen      | Amanda Elliott Violette Huck            | 7-6, 6-1         |
| 21. | 2009-04-04 | Pelham              | gravel        | Daniëlle Harmsen      | Marie-Ève Pelletier Frederica Piedade   | 6-4, 5-7, [11-9] |
| 22. | 2009-09-20 | Porto               | gravel        | Marcella Koek         | Apollonia Melzani Andreea Văideanu      | 6-3, 6-0         |
| 23. | 2010-10-29 | Monastir            | hardcourt     | Nicolette van Uitert  | Indra Bigi Nicole Clerico               | 6-3, 6-2         |
| 24. | 2011-02-26 | Zell am Harmersbach | tapijt (i)    | Nicolette van Uitert  | Lidzija Marozava Svjatlana Pirazjenka   | 7-5, 6-4         |
| 25. | 2011-08-05 | Rebecq              | hardcourt     | Nicolette van Uitert  | Marie Benoît Kimberley Zimmermann       | 6-2, 6-2         |
| 26. | 2011-08-12 | Koksijde            | gravel        | Nicolette van Uitert  | Elyne Boeykens Nicky Van Dyck           | 5-7, 6-3, 6-4    |
| 27. | 2011-09-02 | Apeldoorn           | gravel        | Nicolette van Uitert  | Lu Jiaxiang Lu Jiajing                  | 6-4, 6-0         |
| 28. | 2012-07-29 | Maaseik             | gravel        | Nicolette van Uitert  | Brynn Boren Shelby Talcott              | 6-4, 6-0         |
| 29. | 2012-10-07 | Sharm-el-Sheikh     | hardcourt     | Nicolette van Uitert  | Lu Jiaxiang Lu Jiajing                  | 4-6, 6-4, [10-3] |
| 30. | 2013-08-11 | Sharm-el-Sheikh     | hardcourt     | Nicolette van Uitert  | Gai Ao Jekaterina Lavrikova             | 6-1, 6-0         |